# ...on the Radio (Remember the Days)
Shit On The Radio (Remember The Days) è il quarto singolo ufficiale di Nelly Furtado tratto dall'album Whoa, Nelly! del 2000.
Nella versione del brano distribuita alle radio, la parola Shit (lett. "merda") è stata censurata e rimossa dal titolo e sostituita, sulla copertina del CD, con i simboli #*@!!.
La canzone è stata scritta solamente da Nelly Furtado.

## Copertine
La copertina del singolo ritrae Nelly Furtado, con una semplice canottiera rosa, su uno sfondo nero.
La copertina del Maxi CD, invece, riproduce un graffito su un muro che raffigura una pergamena con all'interno il titolo censurato del brano: #*@!! on the Radio.

## Tracce
CD singolo edizione europea
1. Shit on the Radio (Remember the Days) (semi-clean version) - 3:54
2. Shit on the Radio (Remember the Days) (explicit version) - 3:54

Maxi CD
1. Shit on the Radio (Remember the Days) (semi-clean version) - 3:54
2. Shit on the Radio (Remember the Days) (explicit version) - 3:54
3. Turn off the Light (remix) (featuring Ms. Jade and Timbaland) - 4:40
4. Shit on the Radio (Remember the Days) (music video)

Maxi CD edizione UK
1. Shit on the Radio (Remember the Days) (explicit version) - 3:54
2. Shit on the Radio (Remember the Days) (Carl H. vocal mix) - 5:26
3. I'm Like a Bird (Nelly vs. Asher Remix)

Maxi CD edizione australiana
1. Shit on the Radio (Remember the Days) (explicit version) - 3:54
2. Shit on the Radio (Remember the Days) (clean version) - 3:54
3. Turn off the Light (remix) featuring Ms. Jade and Timbaland - 4:40
4. Turn off the Light (Decibel's After Midnight mix) - 7:00

## Classifiche
| Classifica (2002) | Posizione massima |
| ----------------- | ----------------- |
| Austria           | 48                |
| Belgio (Fiandre)  | 38                |
| Germania          | 67                |
| Nuova Zelanda     | 5                 |
| Paesi Bassi       | 23                |
| Regno Unito       | 18                |
| Stati Uniti (Pop) | 34                |
| Svizzera          | 43                |